# Veit Bach

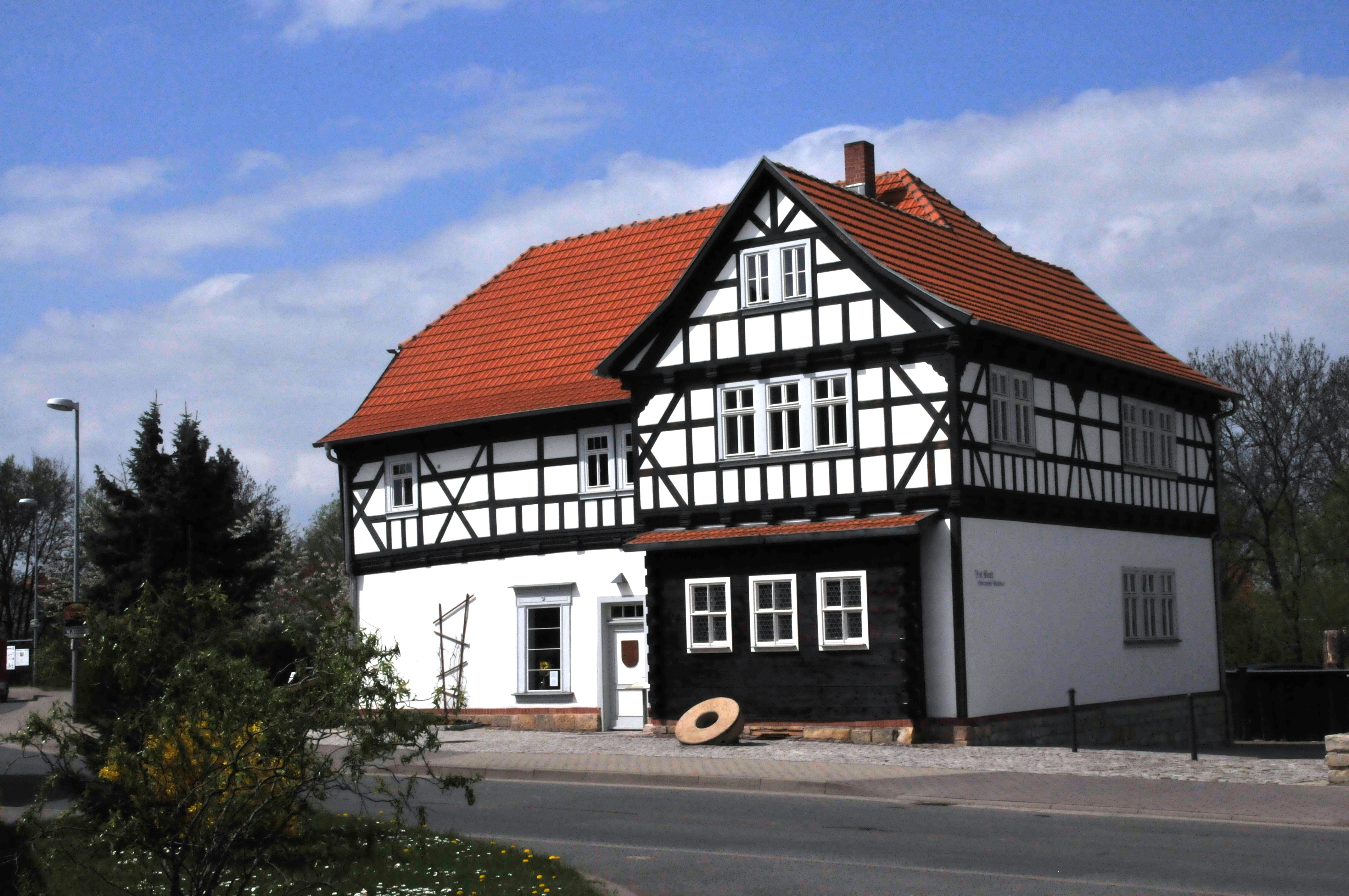
Moulin de Veit Bach à Wechmar

Veit Bach est un nom qui apparaît deux fois dans la généalogie de la famille Bach. Le premier serait le plus ancien ancêtre connu de la dynastie, le second serait son cousin. Les deux personnages sont souvent confondus.

## L'ancêtre
Veit Bach est né à une date indéterminée, peut-être à Presbourg (alors en Hongrie, actuelle Bratislava en Slovaquie) ou en Thuringe. Il était boulanger. Pendant la Guerre de Schmalkalden, il aurait émigré en Hongrie, dans une région actuellement à cheval sur l'Autriche et la Slovaquie. Ayant embrassé le luthéranisme, il s'enfuit en Thuringe pour échapper aux persécutions religieuses. Il s'établit à Wechmar comme meunier et mourut avant 1557. D'après les notes écrites en 1735 par Jean-Sébastien Bach, Veit Bach jouait d'une sorte de cistre en guise de passe-temps, pour accompagner le mouvement de son moulin. Il eut un frère nommé Hans et fut père de deux fils et d'une fille :
- Johannes Bach, né vers 1549-1550 et mort de la peste en 1626 à Wechmar. Il fut à la fois musicien, fabricant de tapis et boulanger. C'est de lui qu'est issue la branche qui donna naissance à Jean-Sébastien Bach ;
- Philippus dit « Lips » (1552-1620), également tapissier ;
- Apollonia.

## Le cousin
Probablement né à Presbourg ou aux environs, Veit Bach fut baptisé à Oberkatz-Rhön, un village de Thuringe situé à une soixantaine de km au sud d'Eisenach, le 15 juillet 1579. Il mourut à Wechmar le 8 mars 1619. Il serait fils de Hans Bach et neveu de Veit « l'ancêtre ». On ignore tout de lui, si ce n'est qu'il n'aurait pas eu de descendant et ne semble même pas avoir été marié. Il avait pour frère Caspar (né vers 1570, mort entre 1642 et 1644), musicien à Gotha et Arnstadt, et pour sœur Margaretha.

## Le moulin
En novembre 2003, après trois années de restauration, le moulin historique transformé en musée a ouvert ses portes. À l'étage supérieur est exposée, depuis 2004, une œuvre de Lars Schüller, un artiste de Mühlberg, intitulée « la famille Bach ». Elle en présente les divers membres sur 11 grands panneaux.

## Le festival « Veit Bach »
Depuis l'an 2000, l'association de Wechmar organise, tous les quatre ans, un festival qui porte le nom de « Veit Bach ». Une œuvre scénique y est jouée par plus de cent amateurs vêtus de costumes d'époque. Les festivals passés ont eu pour thème :
- en 2000 : Veit Bach. Ancêtre de la famille Bach ;
- en 2004 : Hans Bach. Un ménestrel ;
- en 2008 : Der verliebte Kantor (Le maître de chœur bien-aimé) ;
- en 2012 : Kirchendonner um Sankt Viti (Tonnerre sur l'église Saint-Guy ;
- en 2016 : Alles geht den Bach hinüber (Tout traverse le ruisseau).